# 廉政追緝令
《廉政追緝令》（英語：I Can't Accept Corruption）是香港電視廣播有限公司製作的時裝電視劇，全劇共20集，由張兆輝、古天樂、陳法蓉、袁潔瑩、何寶生及張玉珊領銜主演，監製为梅小青。

## 故事大綱
一班香港廉政精英，肅貪倡廉。他们包括有廉志剛（張兆輝飾）和葉幗英（陳法蓉飾）；大學剛畢業便加入廉署工作的方卓文（古天樂飾）；性格爽朗、率直的簡鳴暉（袁潔瑩飾）；孤兒出身的羅家杰（何寶生飾）及思想單純、樂於助人的劉芷珊（張玉珊飾）等。他們各有專長，屢立奇功，偵破多宗案件，包括警務人員包庇公寓進行賣淫活動、地產法展商勾結地產代理進行內幕認購、消防員貪污及不法商人 進行軍火買賣等等。
公事上，眾人各擅其職，全力破案，私底下感情亦非常融洽，文與暉因日夕相處而共墮愛河，剛與英則背著眾人展開一段微妙的地下情。杰與珊自學堂已是公認的一對，但杰卻因珊出身豪門而感到自卑，遂強充追求名牌衣著及駕駛豪華跑車，以致經濟拮据。最後，更因一時貪念，違犯職業操守，被廉署革職。自此，便和黑幫中人進行非法勾當，與文等人成為仇敵......

## 人物介紹

### 廉政公署
| 演員   | 角色   | 暱稱/關係                                                                                                |
| 河國榮 |        | 葉幗英、廉志剛之上司                                                                                     |
| 張兆輝 | 廉志剛 | 剛Sir 廉政公署B組高級調查主任，其後升為D隊總調查主任 葉幗英之男友，於第20集為其夫                        |
| 陳法蓉 | 葉幗英 | Madam Yip，Fion，包夫人 廉政公署B組總調查主任 廉志剛之上司兼女友，於第20集為其妻 李柏基前女友 葉海昌之女 |
| 古天樂 | 方卓文 | 阿文 廉政公署B組調查員 臥底時的假名為李勝文 簡鳴暉之男友                                                 |
| 袁潔瑩 | 簡鳴暉 | 暉仔，妹頭 廉政公署B組調查員 曾暗戀羅家傑 方卓文之女友 關彩菊之女                                        |
| 何寶生 | 羅家杰 | 廉政公署C組調查員。臥底後沉迷賭博，後來因借高利貸而被開除 方卓文、簡鳴暉之好友 劉芷珊之男友              |
| 張玉珊 | 劉芷珊 | Ivy 廉政公署C組調查員 劉才發之女 羅家杰之女友 因被李柏基發射的火箭彈擊中，於第20集身亡                   |
| 夏韶聲 | 陳展博 | 陳Sir 廉政公署訓練營講師 陳靜晶之父                                                                      |
| 李子奇 |        | 廉政公署C組總調查主任                                                                                    |
| 李家強 | 盧 華  | 邏輯華 廉政公署B組調查員                                                                                 |
| 林敬剛 | 田家倫 | 火麒麟 廉政公署B組調查員                                                                                 |
| 曾慧雲 | 王安娜 | 娜姐 廉政公署B組調查員                                                                                   |

#### 任福善贪污案（第1集）
| 演員   | 角色     | 暱稱/關係                                         |
| 郭德信 | 任福善   | 容永傑之上司 于第1集因贪污而被逮捕                |
| 李鴻杰 | 容永傑   | 任福善的会计师 企图指证任福善贪污 于第1集中枪身亡 |
| 曾健明 | 陳律師   | 任福善代表律师                                    |
| 麥貫之 | 電腦專家 | 负责输入任福善的贪污证据的密码                    |

#### 消防人员贪污案（第1-5集）
| 演員   | 角色   | 暱稱/關係 |
| 馬德鐘 | 鍾慶龍 | 消防隊長 方卓文、羅家杰之好友 梅綺雯之夫 朱家德之下属 何振聲之同事 孙小莉之旧同学 于第4集企图开煤气自杀未遂，醒来后指证朱家德 于第5集因涉嫌与朱家德、何振聲合谋贪污而被逮捕 |
| 李衛民 | 何振聲 | 消防隊長 朱家德之下属 鍾慶龍之同事 涉嫌与朱家德、鍾慶龍合谋贪污 于第2集失足堕楼身亡                                                                                         |
| 江 漢  | 朱家德 | 原名：桑雅拉 高級消防隊長 鍾慶龍、何振聲之上司 于第5集因涉嫌与何振聲、鍾慶龍合谋贪污而被逮捕                                                                                |
| 詹秉熙 | 邱建邦 | 卡拉OK老板 麥燕萍之前男友 向鍾慶龍行贿 于第2集卡拉OK产生大火，导致3人死亡，后被捕，其后指证何振聲                                                                           |
| 魏惠文 | 陈 坤  | 力威防火工程公司老板 于第2集被捕，其后指证钟庆龙 |
| 溫晉民 | 齊     | 防火组组员 朱家德、鍾慶龍之下属 |
| 梁照豪 | 全     | 防火组组员 朱家德、鍾慶龍之下属 |
| 溫裕紅 | 梅綺雯 | 鍾慶龍之妻，怀有鍾慶龍的骨肉 于第4集小产 |
| 曹 济  | 桑雅达 | 朱家德之兄 |
|        | 孙小莉 | 马会职员 鍾慶龍旧同学 受贿于鍾慶龍 |

#### 贪污案（第6-7集）
| 演員   | 角色   | 暱稱/關係  |
| 黃 新  | 葉海昌 | 葉幗英之父 |
| 王偉樑 | 陳志元 | 保安主任   |

#### 地產法展商勾結地產代理進行內幕認購贪污案（第7-10集）
| 演員   | 角色   | 暱稱/關係                 |
| 楊玉梅 | 屈潔兒 | 過氣女歌手 家興置業老闆娘 |
| 戴少民 | 梁立光 |                           |
| 韋家雄 | 伍恩東 |                           |
| 黃天鐸 | 孫浩祥 |                           |

#### 警務人員包庇公寓進行賣淫活動（第10-16集）
| 演員   | 角色   | 暱稱/關係 |
| 戴誌衛 | B 哥   |           |
| 何启南 | 雄     |           |
| 陳燕航 | 媽媽生 |           |
| 梁雪湄 | 小 莉  |           |
| 羅 莽  | 王鏗鏘 | 警務人員  |
| 王維德 | 何天偉 |           |
| 陳紫媚 | 麗     |           |

### 其他演员
| 演員   | 角色   | 暱稱/關係                                                                     |
| 夏萍   |        | 方卓文之外婆                                                                  |
| 蔡國慶 | 刘才发 | 富商 劉芷珊之父                                                               |
| 鮑 方  | 廉 明  | 廉记办馆老板 陈春梅之夫 廉志刚之父                                            |
| 馮素波 | 陳春梅 | 明嬸 廉记办馆老板娘 廉明之妻 廉志刚之母                                       |
| 廖麗麗 | 關彩菊 | 寡妇 簡鳴暉之母                                                               |
| 陳啟泰 | 李柏基 | 葉幗英之前男友 于第20集被廉志刚枪傷，一度甦醒企圖向廉志剛擲手榴彈，卻誤中身亡 |
| 鄧汝超 |        | 餐廳經理 羅家杰之前老板                                                       |
| 康 華  | Annie  | 空姐, 葉幗英之好友                                                            |
| 朱乐辉 | 飞 仔  |                                                                               |
| 林芷筠 | 陳静晶 | 陈展博之女                                                                    |

## 外部連結
- 無綫電視官方網頁(TVBI) - 廉政追緝令[]

## 電視節目的變遷
1. ↑  .   [2018-08-14]. （原始内容存档于2021-03-02）.
2. ↑  .   [2018-08-14]. （原始内容存档于2021-03-02）.